# The Riot Club
The Riot Club is een Britse dramafilm uit 2014, geregisseerd door Lone Scherfig. Het gaat over een fictief mannendispuut van studenten van de Universiteit van Oxford. Het script is gebaseerd op het toneelstuk Posh uit 2010 over de elitaire Bullingdon Club. De film ging in première op het Internationaal filmfestival van Toronto. De film heeft de Kijkwijzercategorie ‘vanaf 16 jaar’ met waarschuwingen voor drugs- en alcoholmisbruik, geweld en grof taalgebruik.

## Verhaal
Aan het begin van hun eerste studiejaar in Oxford krijgen Miles en Lauren verkering. Miles wordt samen met de andere eerstejaars Alistair uitgenodigd om bij de Riot Club te komen. Dit is een studentendispuut met tien leden dat bekend staat om zijn elitaire rijke leden en excessen. Als onderdeel van de ontgroening worden in hun studentenkamers hun spullen kapot gemaakt en bevuild. Daarna worden hun het dispuutsrokkostuum aangemeten ter voorbereiding van het jaarlijkse dispuutsdiner. Dit vindt plaats in een pub op het platteland, omdat het gezelschap in de omgeving van Oxford een slechte naam heeft. Chris, de eigenaar van de pub, probeert zowel de studenten als de rest van de gasten tevreden te houden. Desondanks verlaten sommige andere gasten echter de pub vanwege het wangedrag van de studenten, waarvoor Chris direct financieel door de studenten wordt gecompenseerd. Een van de studenten heeft een prostituee geregeld, die echter weigert om de jongemannen oraal te bevredigen. Ongezien stuurt Alistair daarna een bericht aan Lauren via Miles’ telefoon. Nadat Lauren is gekomen wordt haar door de groep het oneerbare voorstel gedaan om voor veel geld de werkzaamheden van de vertrokken prostituee te doen. Miles reageert eerst terughoudend, maar wordt boos als de anderen haar proberen aan te randen. Nadat ze is ontkomen beginnen de jongens onder invloed van drank en cocaïne de pubruimte te slopen. Chris komt dan verhaal halen, waarop Alistair het laat escaleren door hem te slaan. De anderen gaan Chris dan ook mishandelen, totdat hij zijn bewustzijn verliest. Miles belt het noodnummer en het tiental wordt aangehouden door de politie. Allen zwijgen en spreken na hun vrijlating af dat Miles als nieuwste lid de schuld op zich moet nemen. Miles probeert contact te zoeken met Lauren, maar zij wil niets meer met hem te maken hebben. Alistair wordt daarna gearresteerd, omdat hij huid van Chris onder zijn nagels had bij de aanhouding. Miles slaat de nieuwe uitnodiging om toch nog lid te worden van het dispuut af. Alistair wordt van de universiteit gestuurd en krijgt van de oom van een dispuutslid een baan aangeboden.

## Rolverdeling
- Sam Claflin - Alistair Ryle
- Max Irons - Miles 'Milo' Richards
- Douglas Booth - Harry Villiers
- Holliday Grainger - Lauren
- Jessica Brown Findlay - Rachel

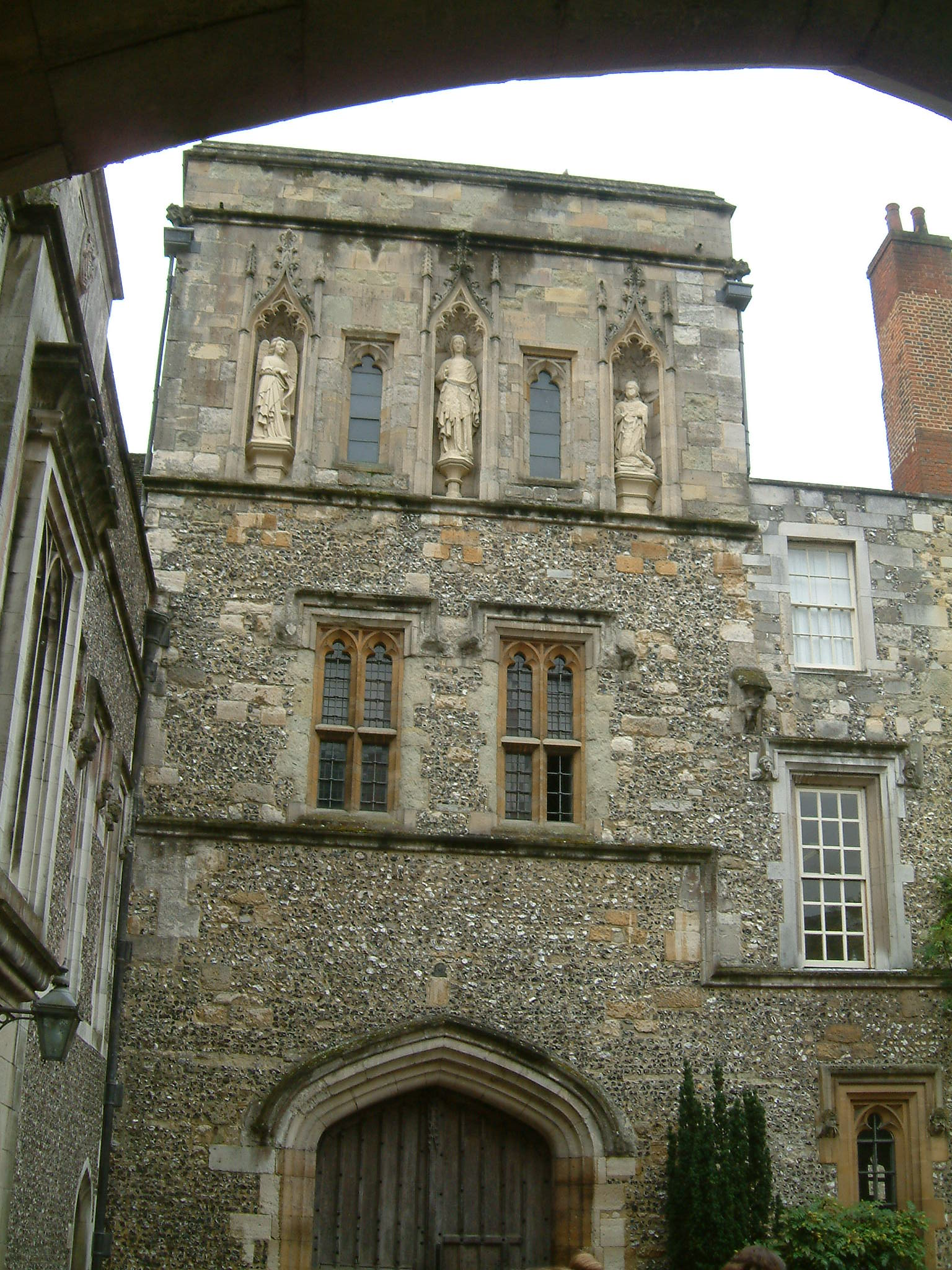
Winchester College, waar een deel van de film is gedraaid.

- Freddie Fox - James Leighton-Masters
- Ben Schnetzer - Dimitri Mitropoulos
- Natalie Dormer - Charlie
- Sam Reid - Hugo Fraser-Tyrwhitt
- Matthew Beard - Guy Bellingfield
- Tom Hollander - Jeremy Villiers
- Olly Alexander - Toby Maitland
- Josh O'Connor - Ed Montgomery,
- Andrew Woodall - Alistairs vader
- Anastasia Hille - Alistairs moeder
- Julian Wadham - Miles' vader
- Geraldine Somerville - Miles' moeder
- Harry Lloyd - Lord Ryot

## Productie en achtergronden
De film is geproduceerd door het British Film Institute en Film4 productions. De opnamelocaties waren het centrum van Oxford, de jongensschool Winchester College en het landhuis Wrotham Park. Daarnaast zijn de Pinewood Studios gebruikt voor de opnames.

## Ontvangst
In Nederland kreeg de film matige kritieken, zoals van de VPRO (twee uit vijf sterren): ‘nooit de juiste balans tussen satire, oprecht drama en romantiek (..).’ De Volkskrant schreef ‘dat The Riot Club minder zegt dan ze had kunnen doen.’ NRC Handelsblad recenseerde: ‘(..) is geen goede film. De ballen zijn wel heel erg karikaturale, arrogante en verwende kwallen, die ook nog eens tot grof crimineel geweld overgaan.’ De Morgen is positiever met vier uit vijf sterren: ‘Scherfig laat de sympathie voor de jonge branieschoppers keren en laat je verbijsterd achter.’